# Hippuriphila canadensis
Hippuriphila canadensis är en skalbaggsart som beskrevs av Brown 1942. Hippuriphila canadensis ingår i släktet Hippuriphila och familjen bladbaggar. Inga underarter finns listade i Catalogue of Life.